# Camponotus claviscapus
Camponotus claviscapus är en myrart som beskrevs av Auguste-Henri Forel 1899. Camponotus claviscapus ingår i släktet hästmyror, och familjen myror.

## Underarter
Arten delas in i följande underarter:
- C. c. claviscapus
- C. c. lehmanni
- C. c. occultus
- C. c. subcarinatus

## Bildgalleri

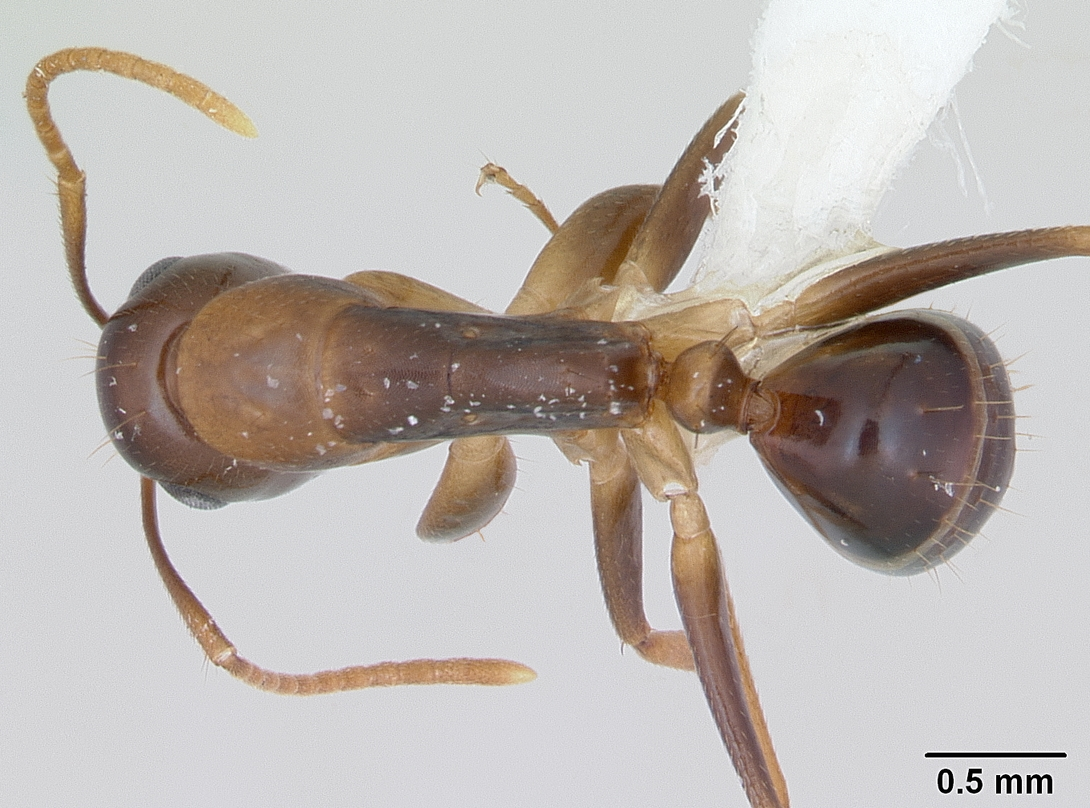
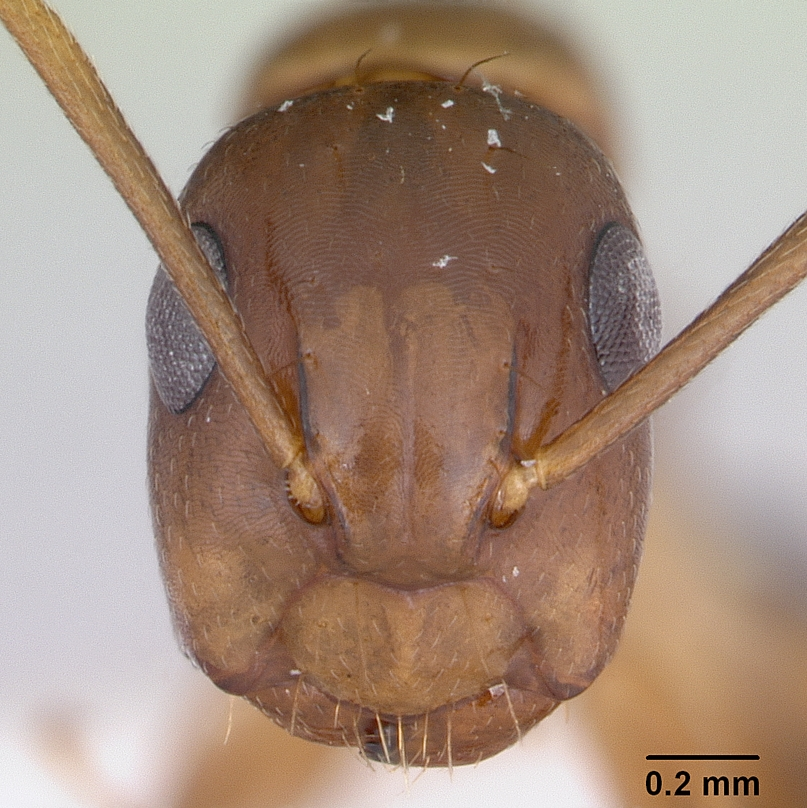
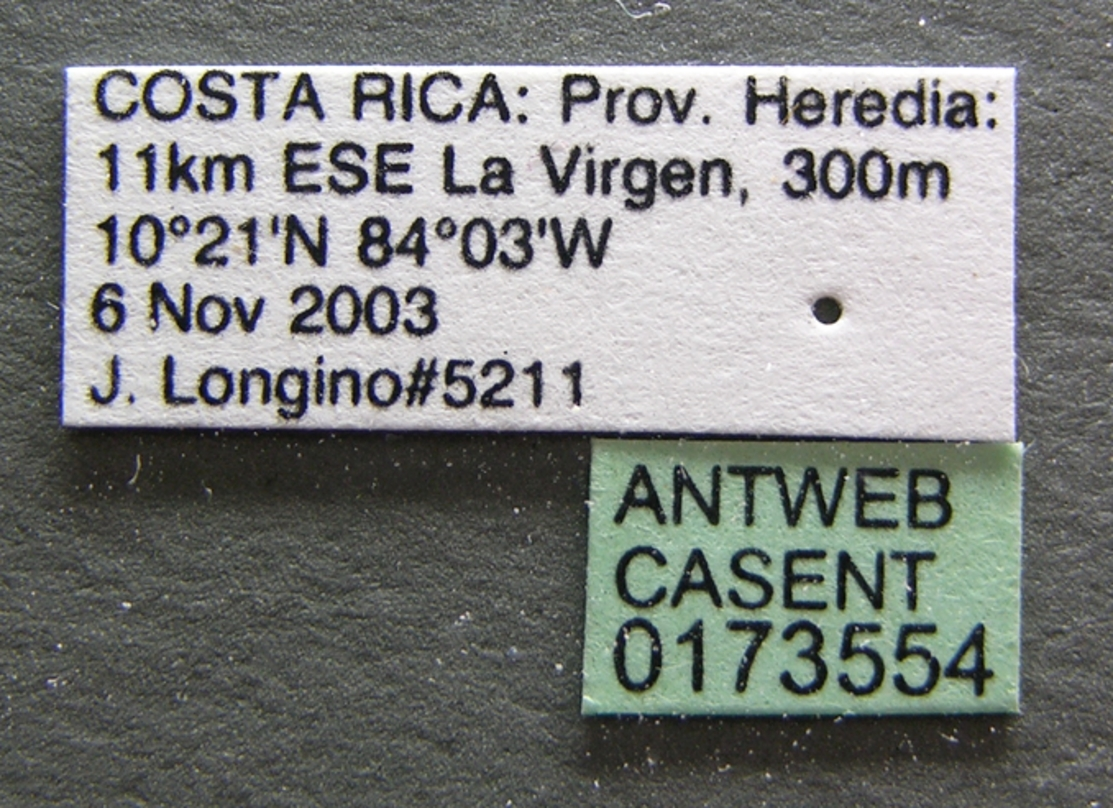
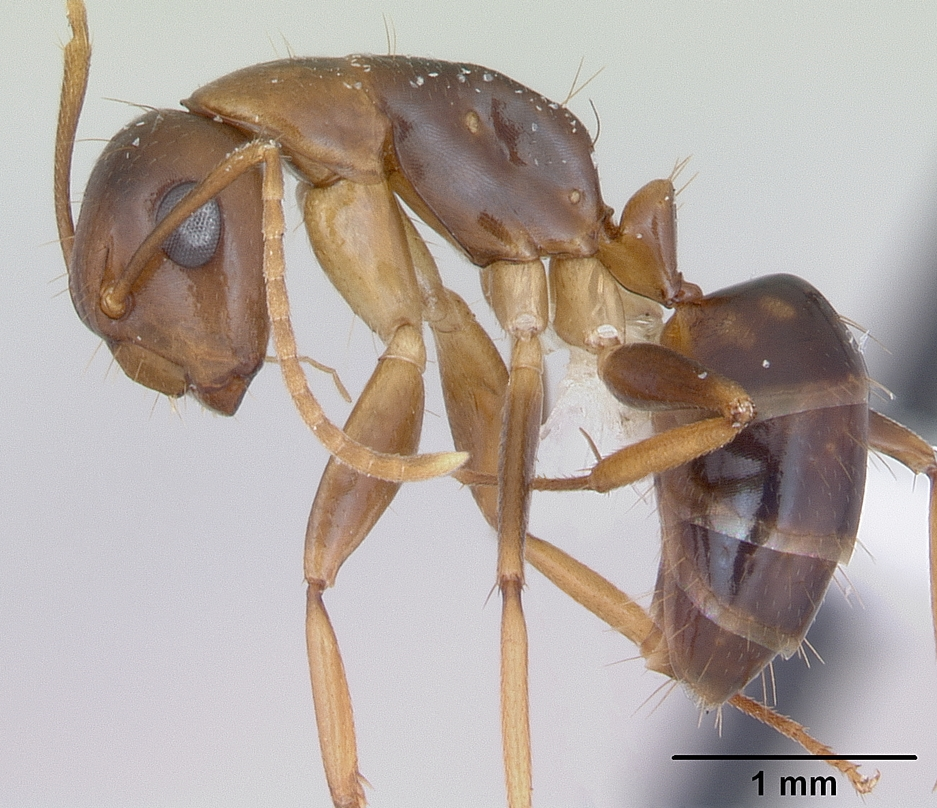
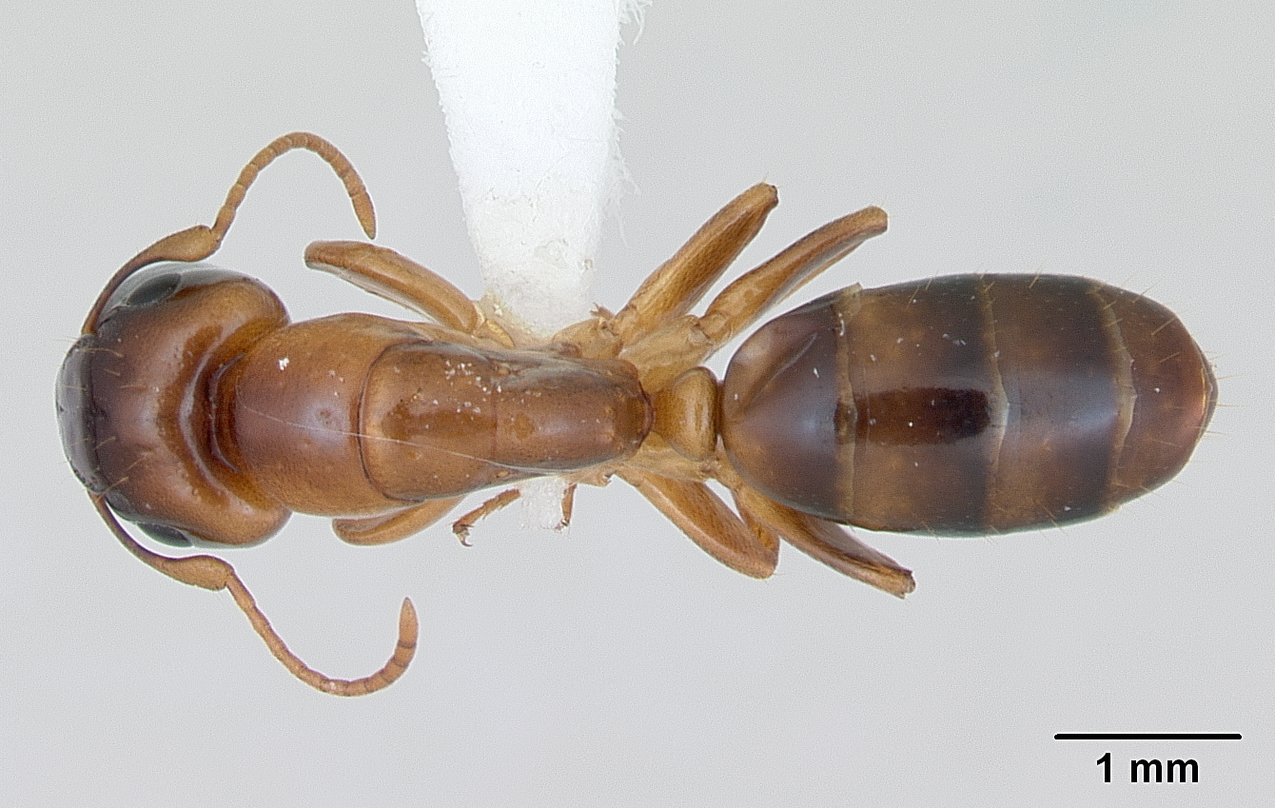
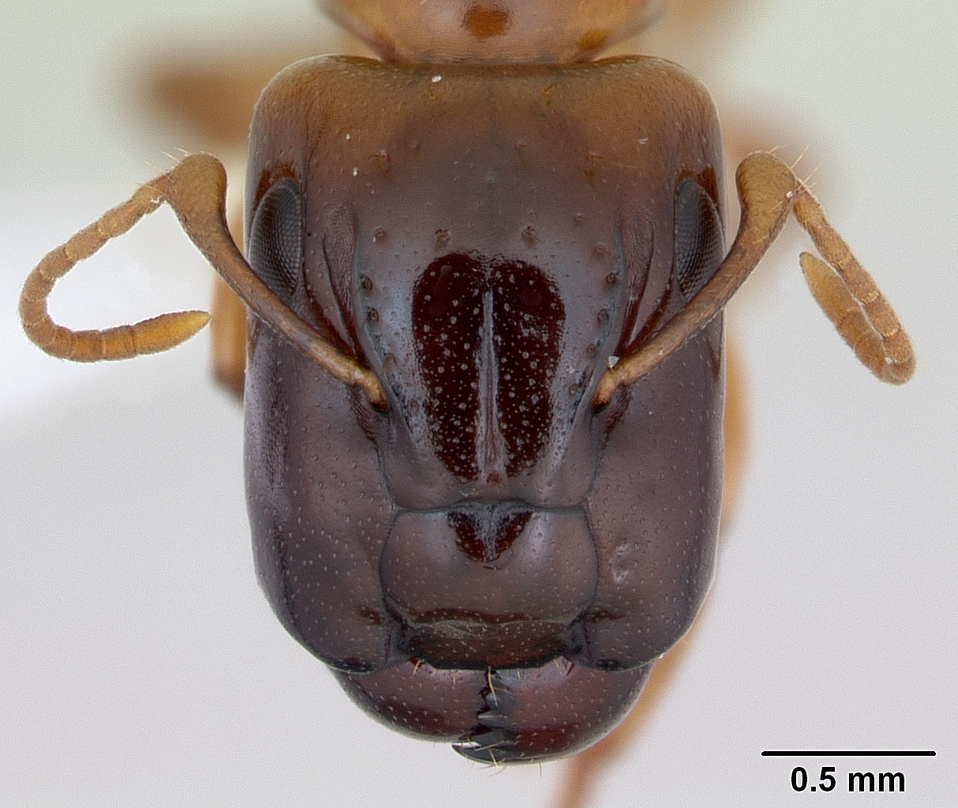